# Acalypha multispicata
Acalypha multispicata é uma espécie de flor do gênero Acalypha, pertencente à família Euphorbiaceae.